# Christel Schaack

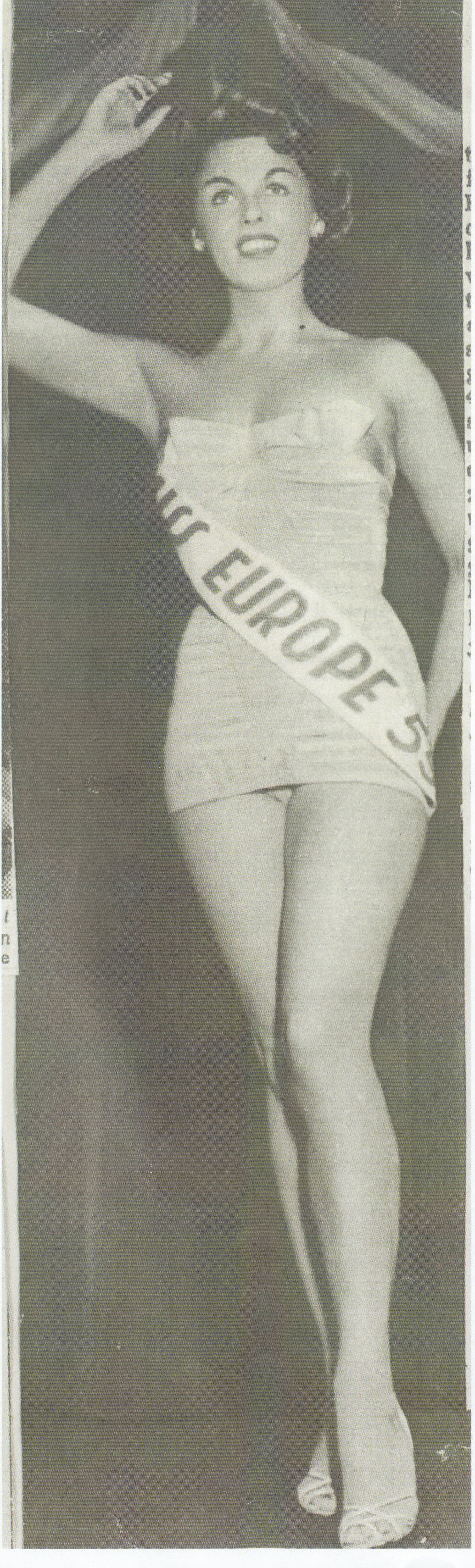
Christel Schaack la Miss Europe 1954-55

Christel Schaack (n. 24 septembrie 1925, Berlin, Republica de la Weimar – d. 15 octombrie 2021, Bad Homburg vor der Höhe, Hessa, Germania) a fost un fotomodel german, care a câștigat concusul de frumusețe Miss Germania.